# Parques nacionales de Kenia

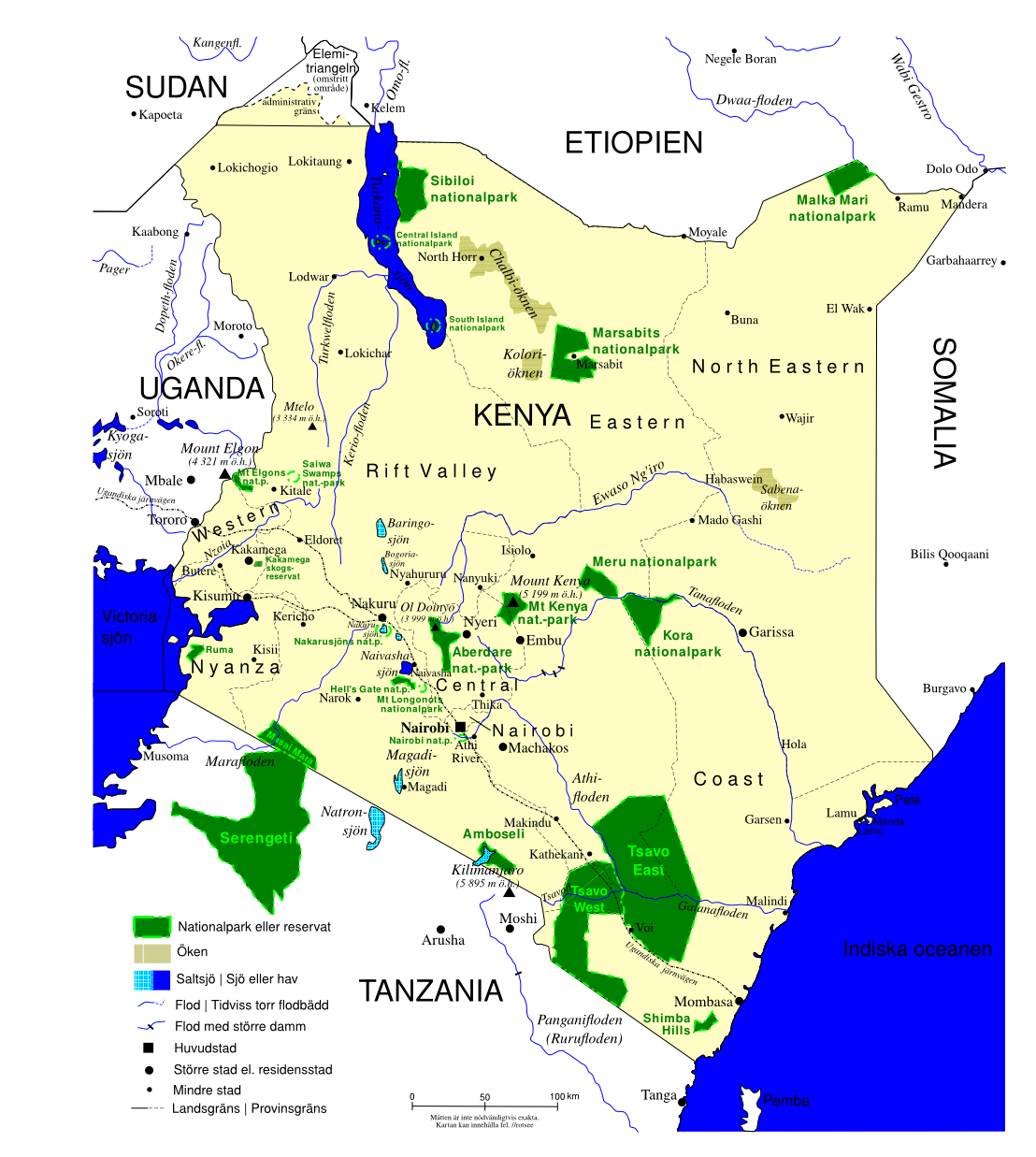
Mapa de parques nacionales de Kenia

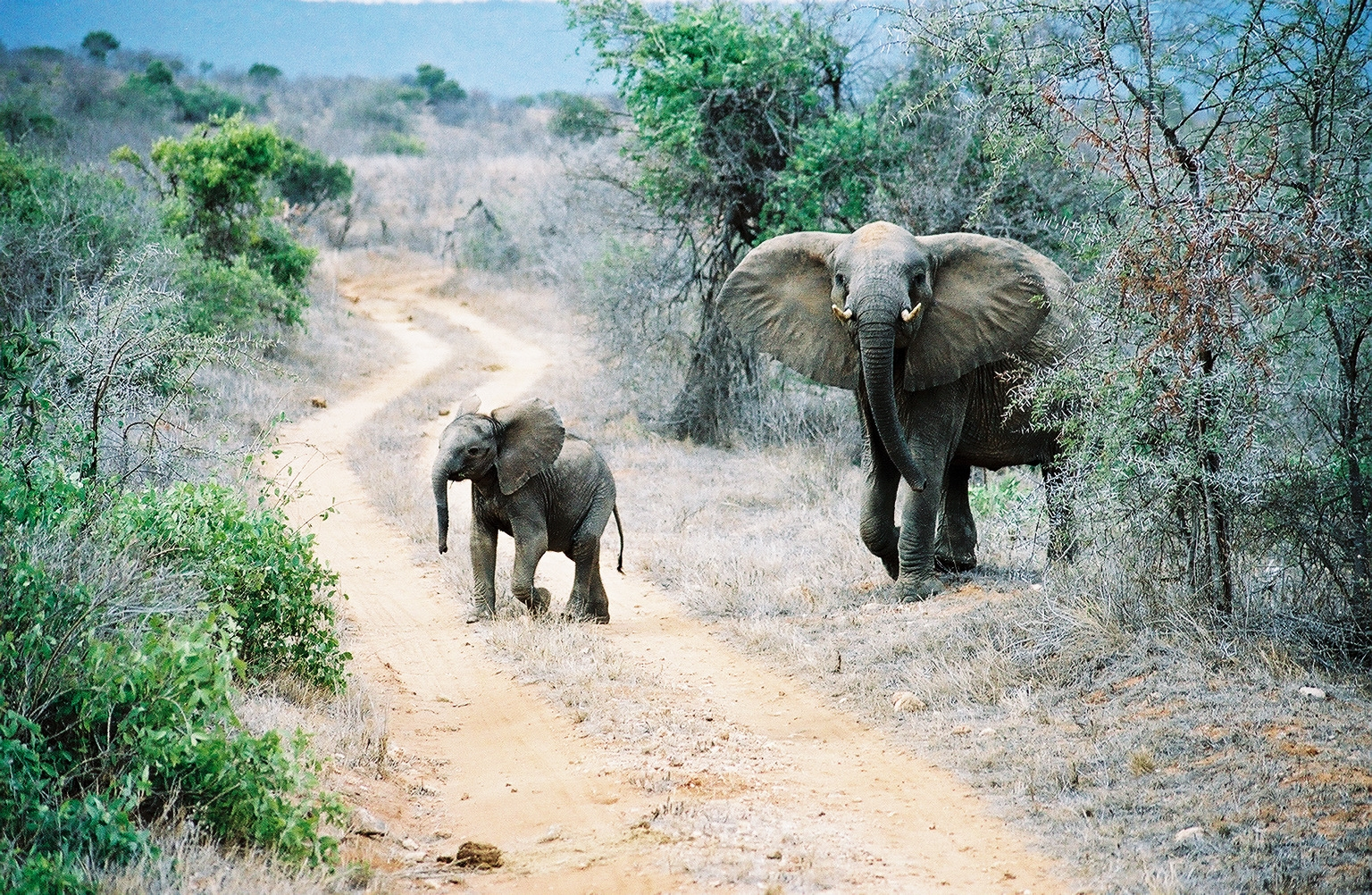
Elefantes en el Parque nacional de Tsavo Este

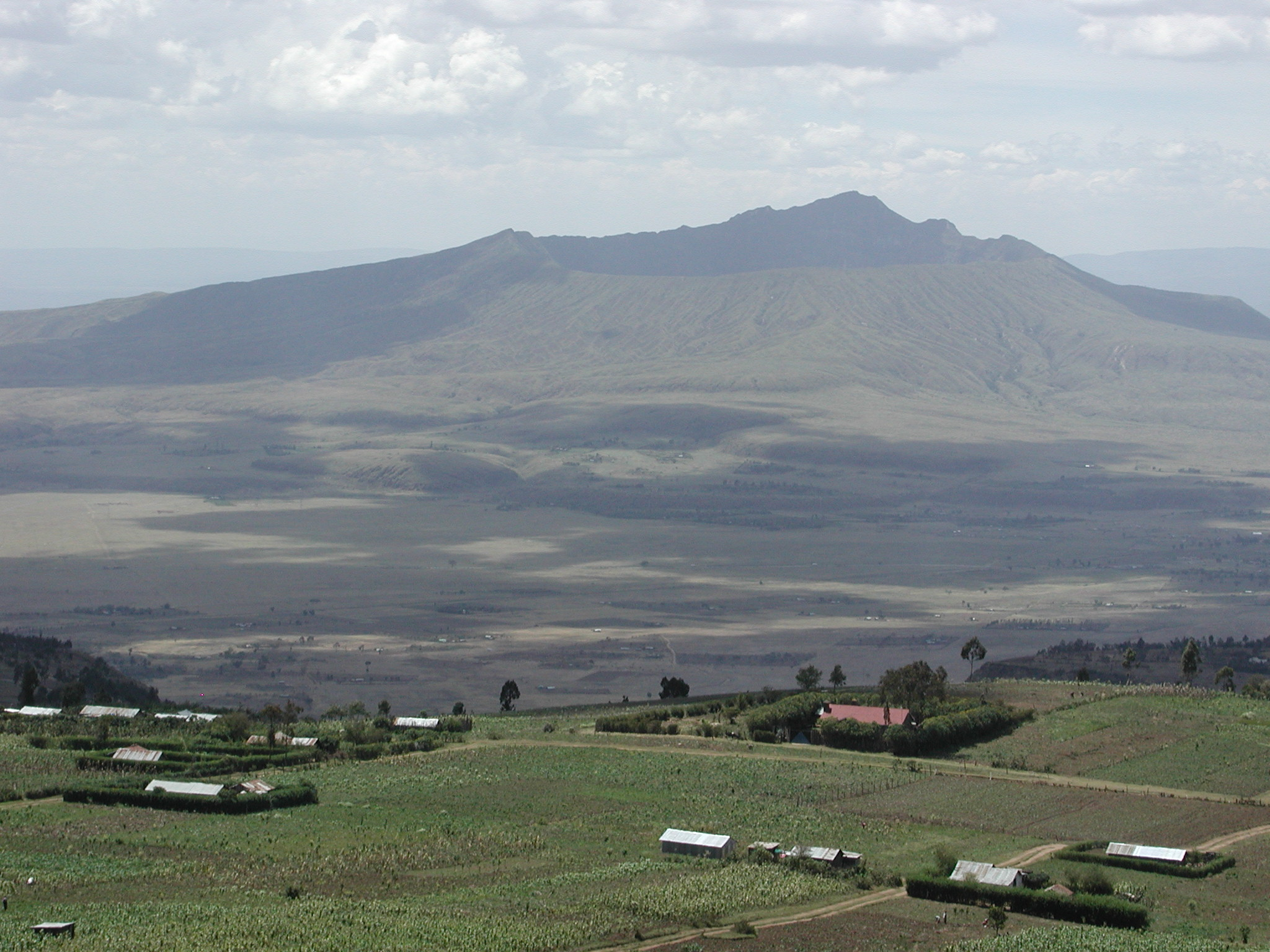
Monte Longonot

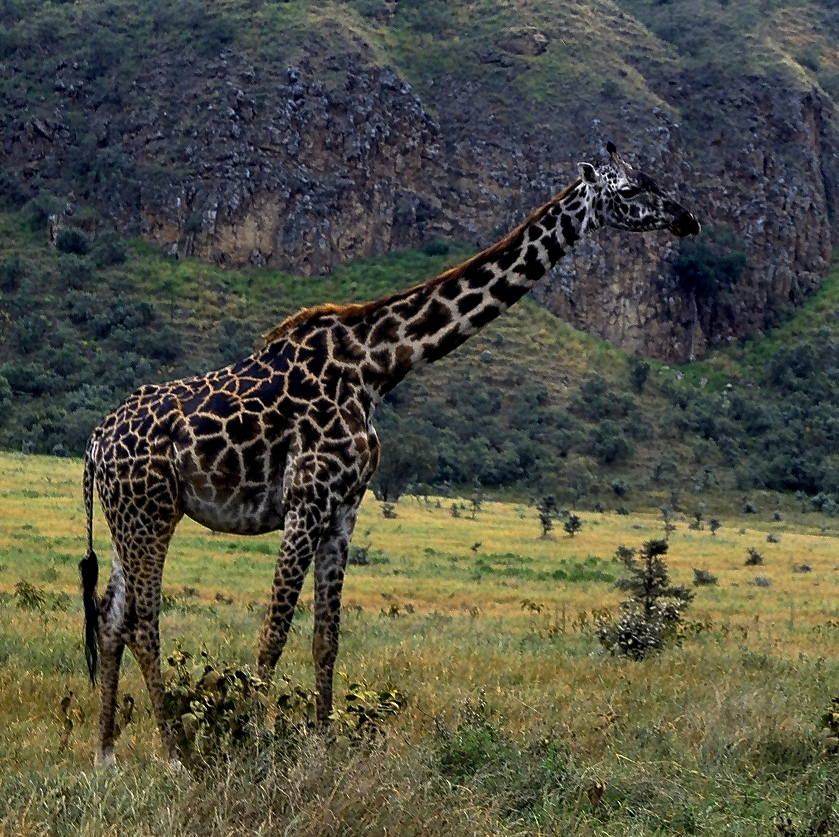
Jirafa en el Parque nacional de Hell's Gate

La fauna y la flora de Kenia está representada en los 23 parques nacionales con que cuenta el país.
- Parque nacional de Aberdare, 1950, 766 km², entre 2100 y 4300 m de altitud; leopardos, elefantes, rinocerontes negros, búfalos, babuinos, aves, etc.
- Parque nacional de Amboseli, 1974, 392 km², sudeste del país, entre el lago Amboseli y el monte Kilimanjaro, habitado por masáis, destaca la población de elefantes.
- Parque nacional de Arabuko Sokoke, 1990, 6 km², parte de la reserva forestal de Arabuko Sokoke, 110 km norte de Mombasa, resto del bosque tropical de costa de Kenia, con especies endémicas de pájaros, junto a la reserva marina de Watamu.[1]
- Parque nacional de Isla Central, 1997, isla en el lago Turkana, forma parte de los Parques nacionales del lago Turkana, que incluyen la isla Cocodrilo o Central, la isla Sur y el Parque nacional de Sibiloi; cubre 161.485 ha. Tiene características geológicas únicas, con cráteres y lagos interiores, y protege aves, cocodrilos e hipopótamos.[2]
- Parque nacional de Chyulu Hills, 1983, sudeste de Kenia, 120 km², importante zona volcánica junto a Tsavo; algo de bosque montano, pues supera los 2.000 m de altitud; rinocerontes, cebras, búfalos, elefantes, leopardos, leones, etc.
- Parque nacional de Hell's Gate, 68,25 km², junto al lago Naivasha, valle del Rift, zona geotérmica, gargantas y acantilados, 1900 m de altitud; destacan los buitres, aunque también hay jirafas, búfalos, cebras, etc.
- Parque nacional Kora, 1989, 1.788 km², al este del monte Kenia, penillanura con inselbergs; elefantes, hipopótamos, hienas, leones, leopardos, etc. Entre el rio Tana y el Parque nacional de Meru.
- Parque nacional Lago Nakuru, 1961, 200 km², en el lago del mismo nombre, famoso por los flamencos.
- Parque nacional de Malka Mari, 1989, 1.500 km², al norte de Marsabit, en la frontera con Etiopía marcada por el río Dawa, semiárido con bosques de ribera; pastores nómadas.
- Parque nacional de Marsabit, 1949-1989, 1.500 km², norte de Kenia, tres lagos de cráter y un bosque montano; aves, grandes elefantes y reptiles.
- Parque nacional de Meru, 1966, 870 km², en el centro de Kenia; combina tierras altas y húmedas con tierras bajas y semiáridas; grandes herbazales y pantanos que favorecen la presencia de elefantes, hipopótamos, leones, leopardos, guepardos y antílopes; la caza intensiva hizo desaparecer los grandes animales en la década de 1990, reintroducidos actualmente, además de rinocerontes blancos sudafricanos; grandes horizontes; aquí vivía la leona Elsa del libro y película Nacida libre.[3]
- Parque nacional del Monte Elgon, 1968, ampliado en 1992 a Uganda, oeste de Kenia, 1.279 km²; abarca los ríos Nzoia (lago Victoria) y Turkwel (lago Turkana); contiene un bosque montano con lobelias gigantes y dendrosenecios; elefantes y búfalos, monos azules y colobos.
- Parque nacional del Monte Kenia, 1973-2013, 1.300 km², la mitad por encima de 3.000 m; búfalos y elefantes separados de las granjas por vallas eléctricas.
- Parque nacional del Monte Longonot, 52 km², cráter del volcán, de 2.776 m, cuyas laderas están cubiertas de bosque; cerca del lago Naivasha; en las zonas bajas hay grandes mamíferos.
- Parque nacional de Nairobi, 1946, 117 km², muy cerca de Nairobi, a solo 7 km separado por vallas eléctricas, posee todos los grandes mamíferos.

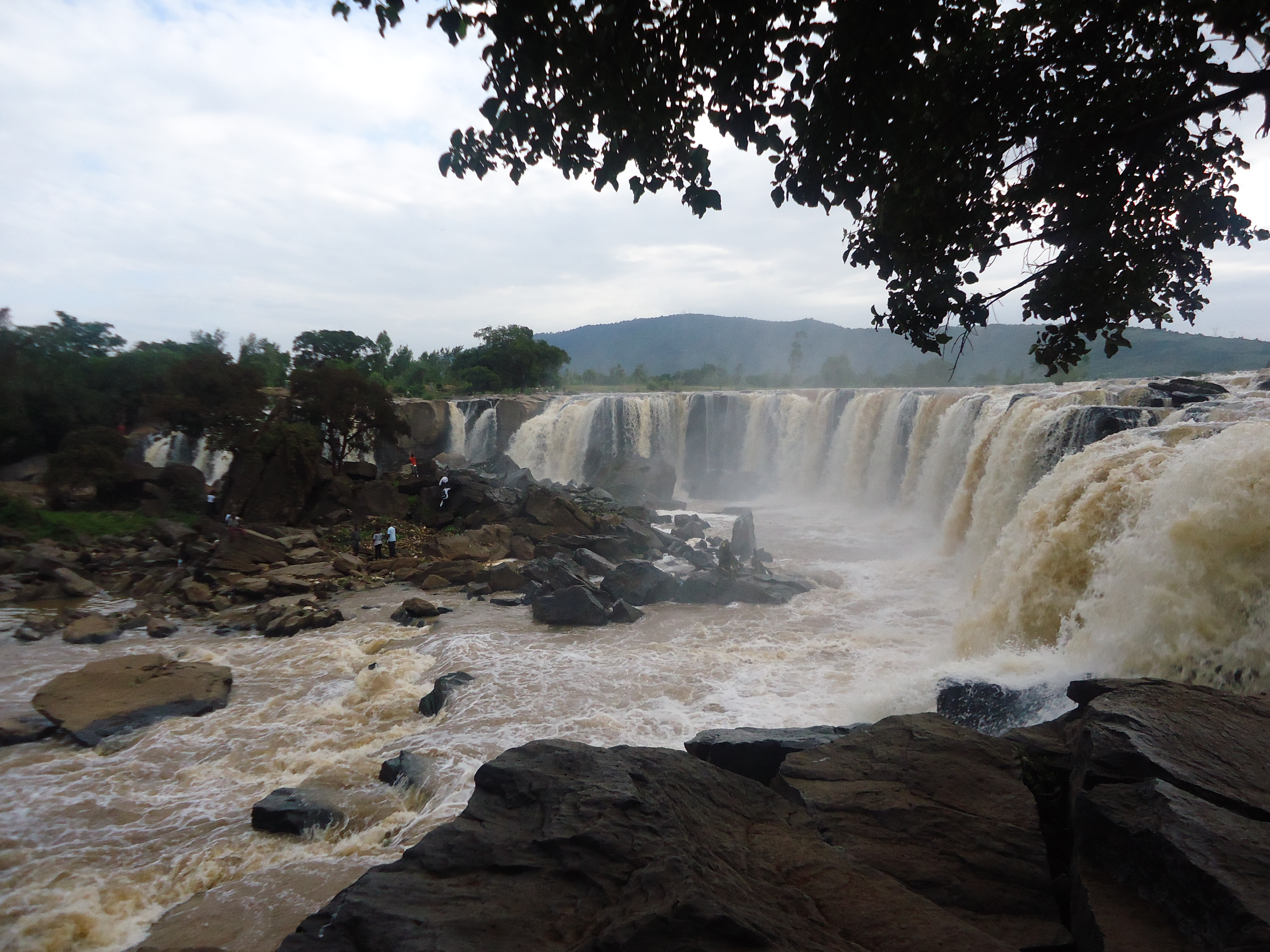
Fourteen Falls, o Catorce Cascadas, a unos 3 km del Parque nacional de Ol Donyo Sabuk

- Parque nacional de Ol Donyo Sabuk, 1967, 20,7 km², montaña de 2.145 m cubierta de bosque montano, centro sur de Kenia; cerca de las Fourteen Falls en el río Athi-Galana, 65 km el norte de Nairobi; búfalos, colobos, impalas.[4]
- Parque nacional de Ruma, 1966, 120 km², cerca del lago Victoria; protege el antílope ruano; leopardos, jirafas, rinocerontes negros, búfalos, etc.
- Parque nacional de Saiwa Swamp, 1974, 3 km², al este del monte Elgon, el más pequeño de Kenia para proteger el antílope sitatunga.
- Parque nacional de Sibiloi, 1997, 1.570 km², forma parte de los Parques nacionales del lago Turkana, que incluyen la isla Central y la isla Sur. Se extiende a lo largo de la orilla del lago y es famoso por el yacimiento de Koobi Fora.
- Parque nacional de Tsavo East y Parque nacional de Tsavo West, 1948, Tsavo Este ocupa 13.747 km² y Tsavo Oeste, 9.065 km². están separados por una carretera y el ferrocarril. En el sudeste, el río Tsavo es afluente del río Athi-Galana. Poseen los grandes mamíferos.
- Parque nacional marino de Watamu, 229 km2, designado en 1968. Arrecife de coral, 140 km al norte de Mombasa.[5] Forma parte de la Reserva de la biosfera de la Unesco de Malindi-Watamu.
- Parque nacional marino de Malindi, en 1968, arrecife de coral que encierran lagunas, playas de arena blanca y mar abierto, 118 km al norte de Mombasa.
- Parque nacional marino de Kisite-Mpunguti, en 1973, arrecife de coral, isla Wasini, cerca de Tanzania